# New Way to Be Human
Albums de Switchfoot
The Legend of Chin
(1997) Learning To Breathe
(2000)
New Way to Be Human est le deuxième album du groupe de Rock alternatif américain, Switchfoot. Il est sorti le 11 mars 1999 sous le même label que le précédent album, Re: Think Records[réf. nécessaire].
Les titres les plus connus de cet album sont New Way to Be Human, Company Car, et Only Hope. La chanson Only Hope apparaît dans la bande originale du film Le Temps d'un automne

## Liste des pistes
1. New Way to Be Human – 3:36
2. Incomplete – 4:13
3. Sooner or Later (Soren's Song) – 3:58
4. Company Car – 3:13
5. Let That Be Enough – 2:38
6. Something More (Augustine's Confession) – 4:00
7. Only Hope – 4:13
8. Amy's Song – 4:30
9. I Turn Everything Over – 3:21
10. Under the Floor – 3:55